# Shin Matsushita
Shin Matsushita (Miyagi, 30 marzo 1904 – Miyagi, 27 agosto 2019) è stata una supercentenaria giapponese di 115 anni e 150 giorni.

## Biografia
Shin Matsushita è nata a Miyagi, in Giappone, il 30 marzo 1904.
All'età di 110 anni, era ancora indipendente ed a 111 anni ha riportato una frattura del femore.
È stata ricoverata in ospedale alla fine di maggio 2016 a causa di una polmonite e di un'insufficienza cardiaca, ma riprendendosi completamente qualche mese dopo.
Nel giugno 2019 è stata ricoverata in ospedale per ipossiemia, ma è stata dimessa cinque giorni dopo. Successivamente è stata ricoverata in ospedale, ma è stata nuovamente dimessa a luglio.
Shin Matsushita è morta a Miyagi, in Giappone, il 27 agosto 2019 all'età di 115 anni e 150 giorni, lasciando svariati nipoti e pronipoti. È la persona più anziana nella storia della prefettura di Miyagi.